# 常福寺 (四国中央市)
常福寺（じょうふくじ）は愛媛県四国中央市川滝町にある高野山真言宗の寺院。邦治山(ほうちざん)、不動院(ふどういん)、椿堂（つばきどう）常福寺（じょうふくじ）と号す。本尊は常福寺の本尊大聖不動明王立像と椿堂の本尊延命地蔵菩薩立像の二尊。通称の椿堂が知られている。
- 四国別格二十霊場十四番札所、伊予六地蔵霊場六番札所

本尊真言：おん かかかびさんまえい そわか
御詠歌：立ち寄りて 椿の寺に やすみつゝ 祈りをかけて 弥陀をたのめよ
- 四国三十六不動尊霊場二十六番札所（童子は虚空護童子）

本尊真言：のうまくさんまんだ ばざらだん せんだ まかろしゃだ そわたや うん たらた かんまん
御詠歌：災いを　三千歳百々歳（みちとせももとせ） 永劫（とこしえ）に 我は守らん 火（非）核の国

## 概要

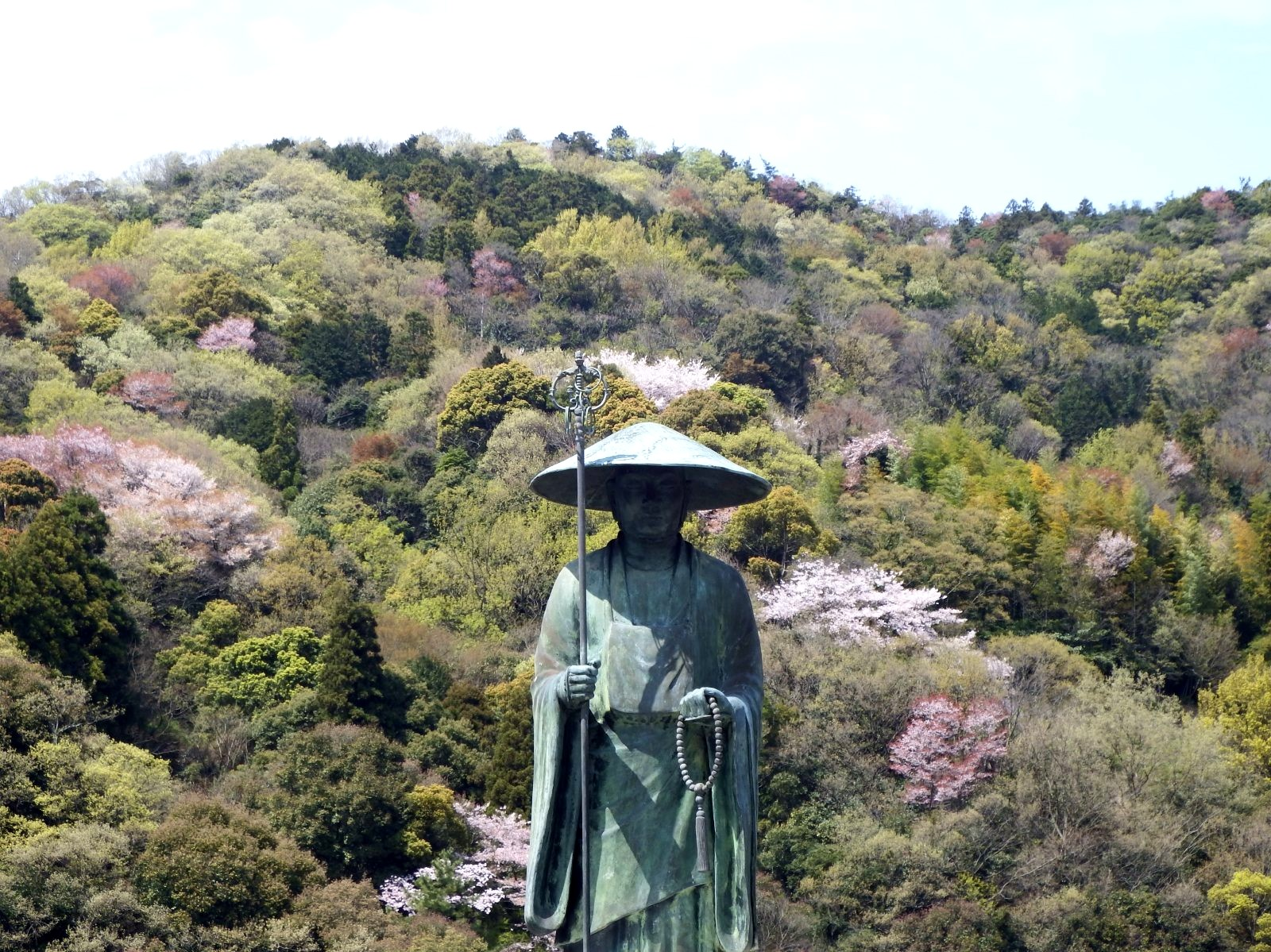
修行大師

大師お杖椿

本堂（左）と庫裡の間に赤い火伏不動尊

当寺院は四国中央市東部に位置し国道192号南側に隣接し、三角寺および仙龍寺から雲辺寺へ向かう歩き遍路道沿いにあるため、多くの遍路が立ち寄る。
伝承によれば平安時代初期の大同2年（807年）邦治居士（ほうちこじ）が地蔵菩薩を祀り当地に庵を構えたことに始まるという。更に伝承では、弘仁6年（815年）四国巡錫中の空海（弘法大師）が当時この地で熱病が流行しているのを聞き、杖をもってその邪気を地中に封じ込めたという。空海が立てた杖から椿が芽を出しやがて大木となったという。その伝承より「椿堂」と呼ばれるようになった。また、大師の霊徳に深くうたれ喜び踊りまわり、それが毎年8月24日のお礼踊りと称し踊り続けられていたが大正初期より止まってしまったという。そのお礼踊り和讃を下記す。
常福寺は、当初少し下った新田神社の横にあったが、火災により石川部落に再建されるも江戸時代中期の宝暦11年（1761年）再び全焼した。このため、椿堂の場所に合併復興し「椿堂常福寺」とした。
幕末の安政6年（1859年）に寺院は火災に遭い椿も焼亡した。現在の椿は焼け跡から再び芽が出たもので、「大師お杖椿」と呼ばれ境内の向かって右側に生育している。
境内の建物は老朽化が進んだため、本堂は昭和59年（1984年）、大師堂は平成17年（2005年）に再建された。
旧大師像は小像ゆえ新しい大師堂に見合う大きさの大師像が欲しいとの発願で、京都の平安仏所の仏師・江里康慧に依頼し、衣の截金部分は江里の妻である江里佐代子（人間国宝）に依頼し造られた。本尊の地蔵菩薩立像の修復をした縁で製作を快諾したとのことである。旧大師像は新しい大師像に胎内仏として納められている。

## 境内

火伏不動尊

- 本堂：本尊地蔵菩薩は金色に輝き外からでも拝顔できるが、真っ黒い不動明王は外から見るのはきびしい。その両脇には、阿弥陀如来立像と毘沙門天立像がいる。
- 大師堂：大師像を拝顔できる。毎月２０日午後７時より護摩焚があり自由に参加できる。
- 大師お杖椿：樹齢300年余、寺伝では３代目のツバキと云われる。文化財には指定されてない。
- 非核不動明王石像：昭和31年（1956年）建立。火伏不動尊と呼ばれていたが、核兵器廃絶を願い呼び名を非核不動尊に改めた。
- おさわり大師：上記椿の袂に鎮座する石造の大師像。各々の病に右手で大師石像を左手で自分の痛いところを触り願う。
- 賓頭盧尊者像：2024年鎮座
- 句碑：一系「境内にお杖椿や南無大師」、川端龍子「明月や滴るごとき椿の葉」、高浜虚子「風鈴の一ツ鳴りたる涼

しさよ」など全11基ある。
- 双体道祖神：先代の中にこれらを多く収集した住職がいて、現在は３対が残っている。
- 庫裡

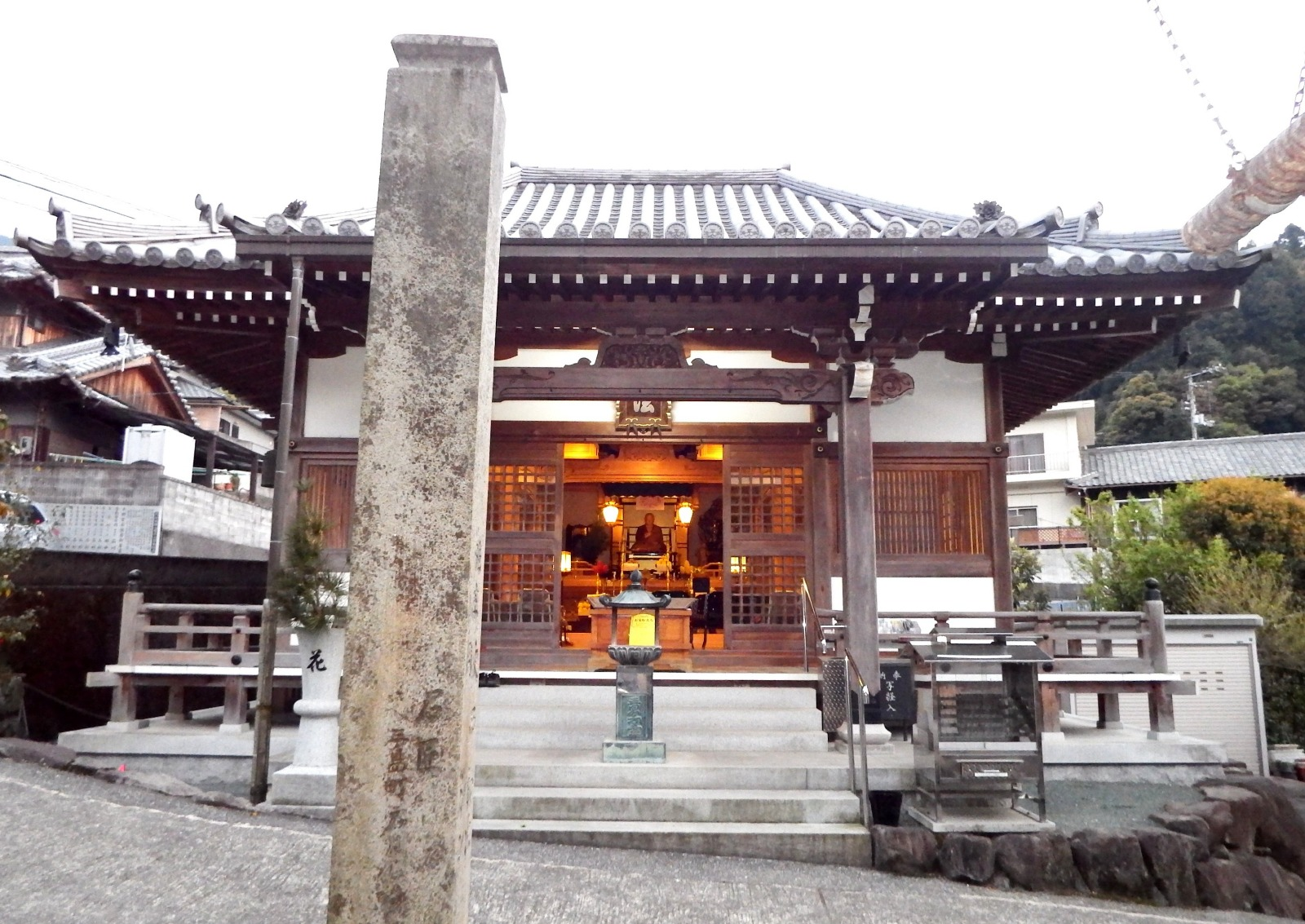
大師堂
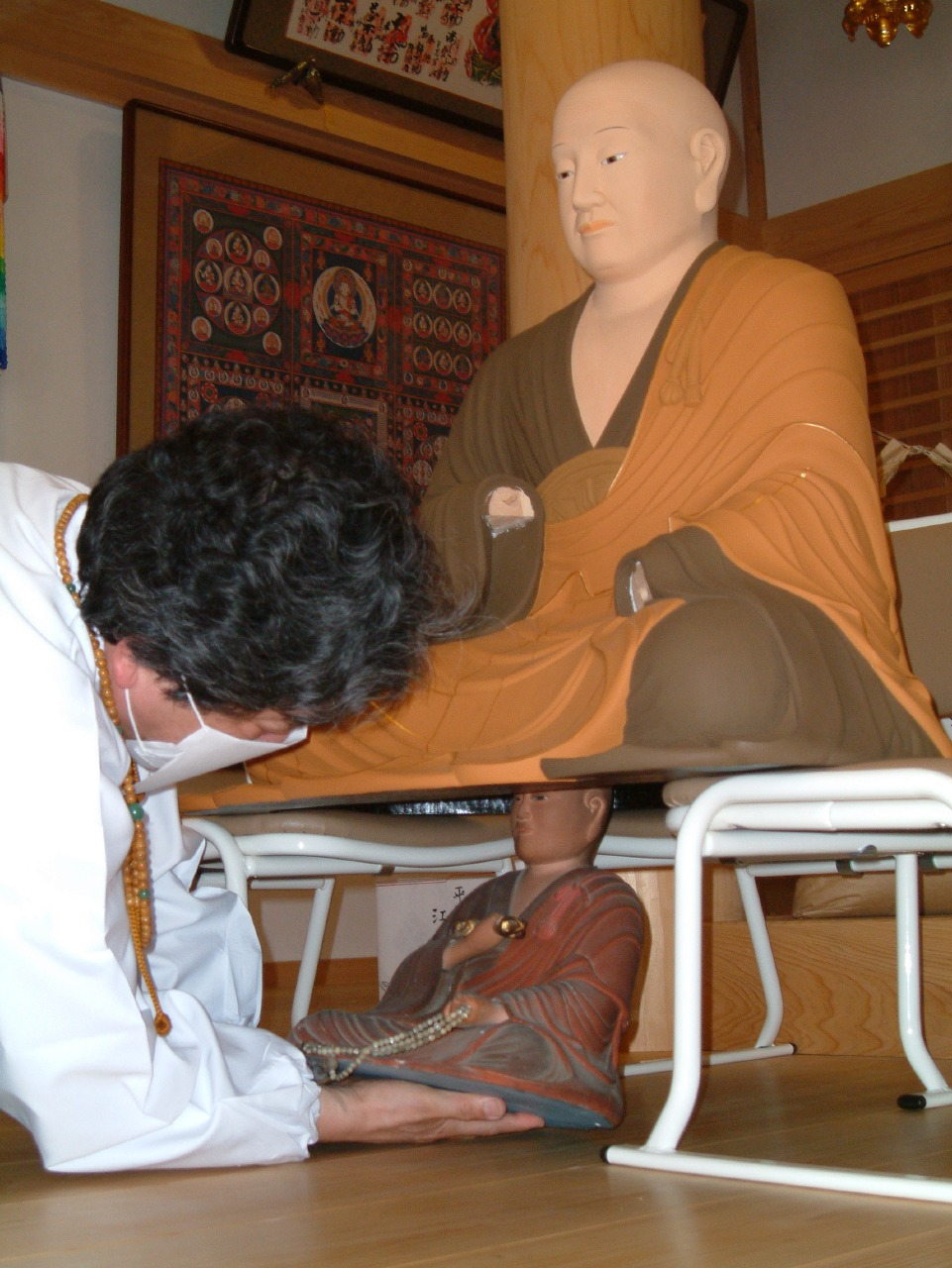
新大師像の胎内に旧大師像を納める
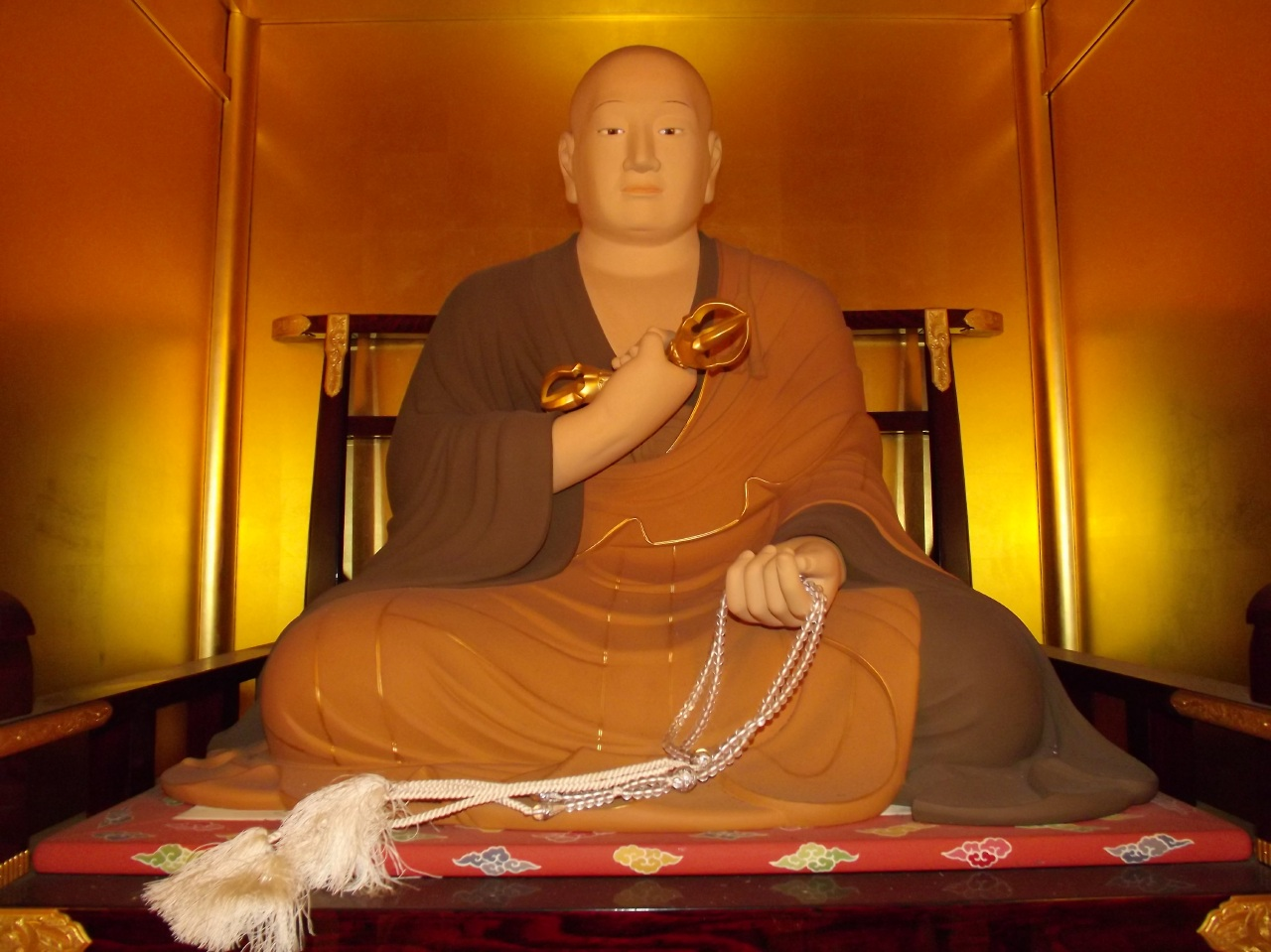
大師像
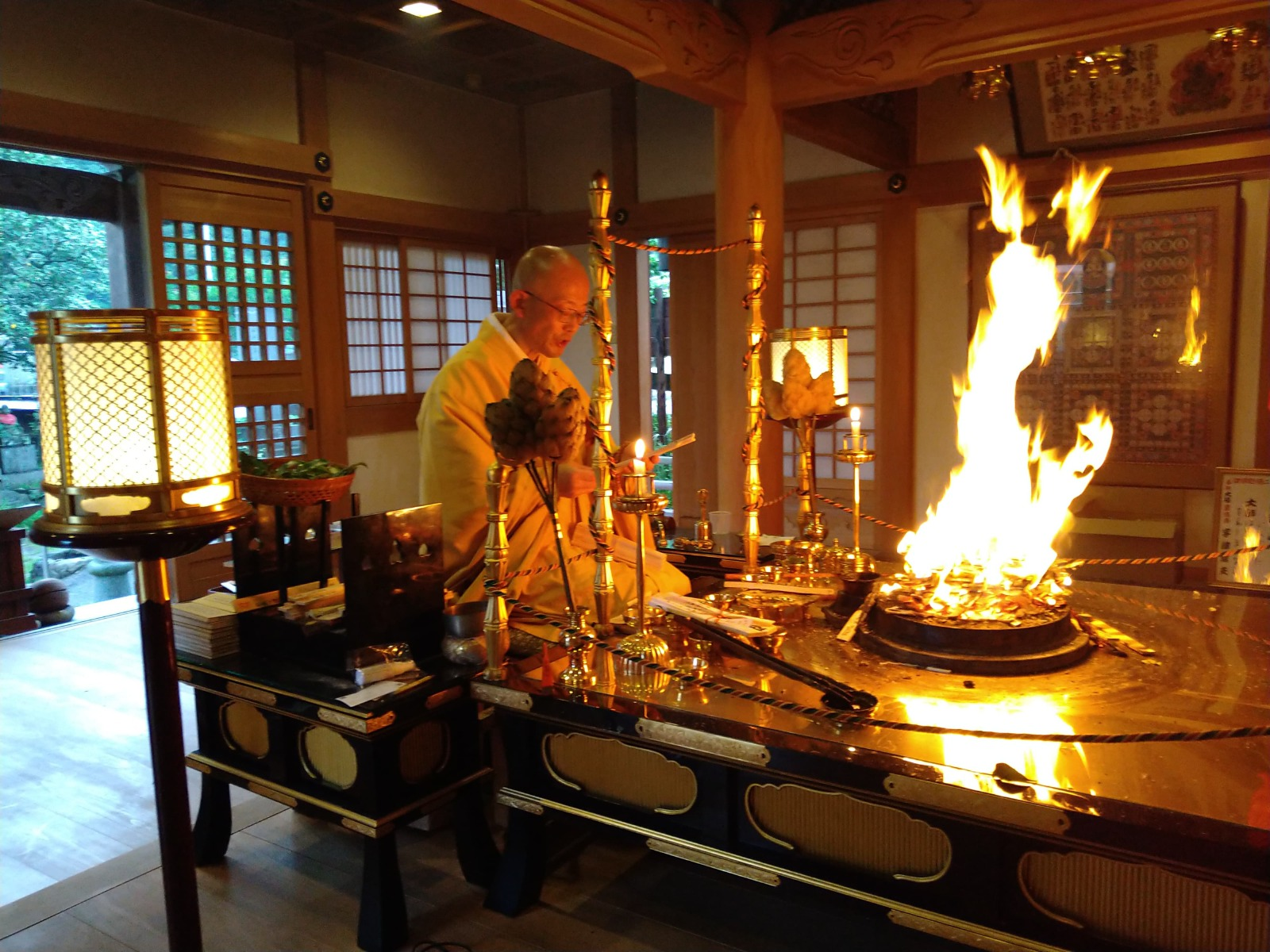
護摩焚き
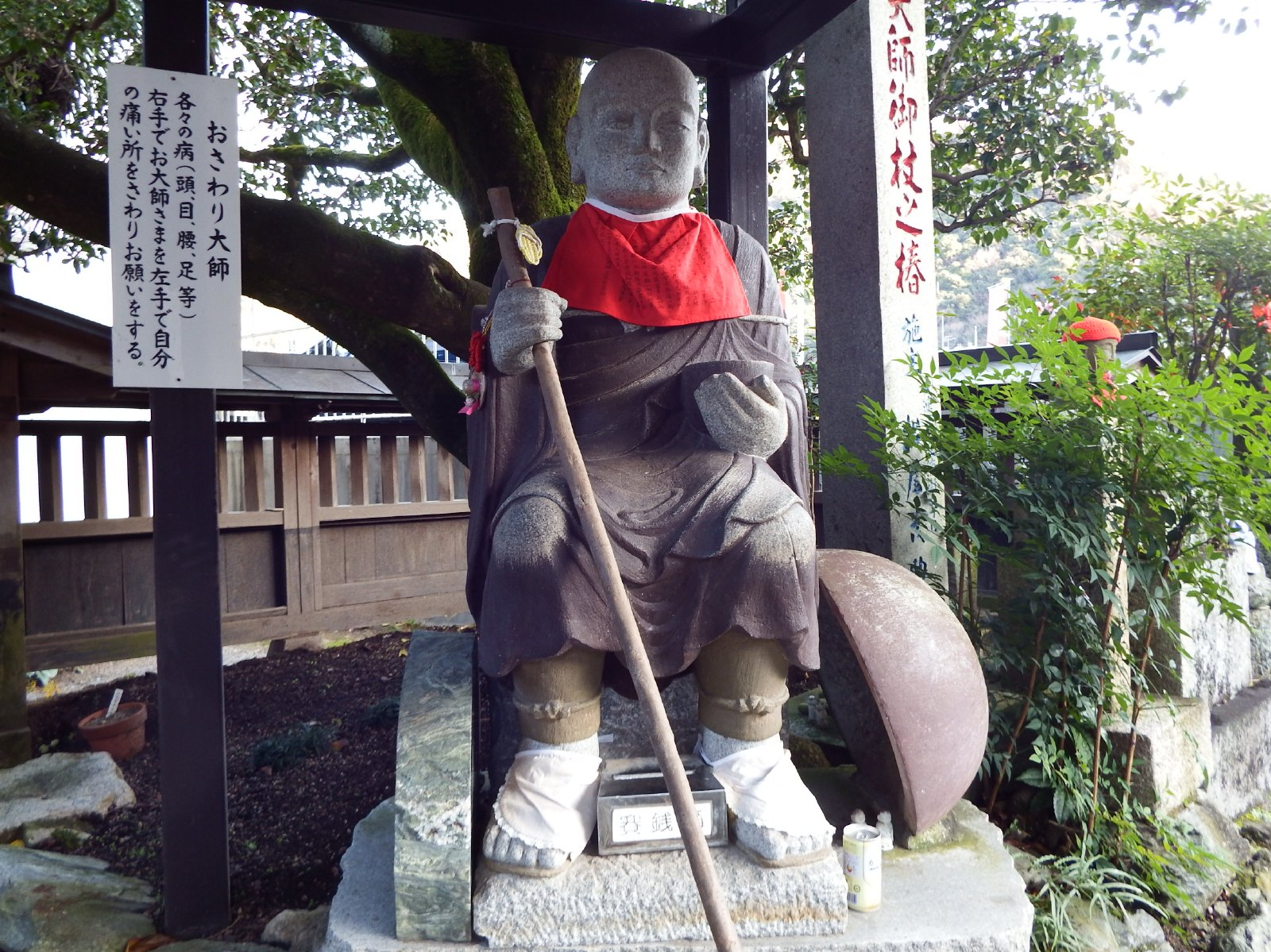
おさわり大師
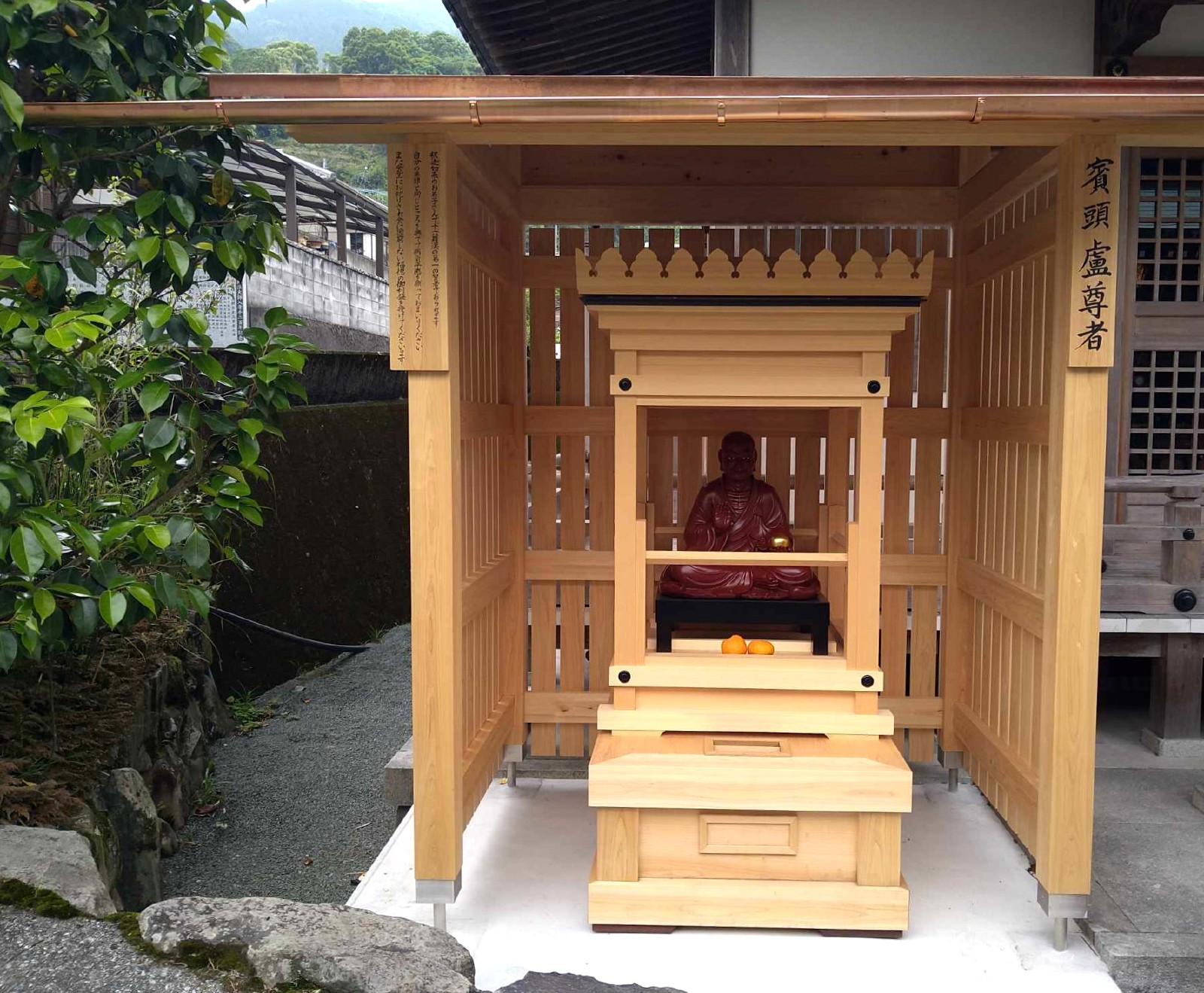
賓頭盧尊者像

## 寺宝
- 絵画「椿堂のお杖椿」川端龍子・作。昭和25年、川端龍子が65歳のとき俳人・深川正一郎と三女紀美子と遍路途中、当寺に立ち寄ったときに描かれた。

## お礼踊り和讃
帰命頂礼遍照尊　お大師さまがめぐりきて　病を封じ給はりし　杖が芽をふき根をおろし　花咲き堂も建ち列び　椿堂とぞ名づけらる　いとも不思議や御杖の　椿の影を水に映り　
光明真言お唱えし　のめばおかげは新かや　殊に勝れし法の道　地蔵流しのしきたりは　今に伝はり変りなく　利益をうけしともがらの　お礼まいりの歓びが　踊となりて表はれり　踊りながらに祈りおり　観てゐて踊り入るもあり　菩提を願ふ人あれど　恋をかなえと祈る娘に
かないて踊る娘もまじりお礼踊りのうれしさよ　あなありがたや遍照尊　あな尊しや遍照尊

## 交通案内
鉄道
- 四国旅客鉄道（JR四国）予讃線 – 川之江駅 (8.1 km)

バス
- せとうちバス （七田線）七田行き「椿堂」下車 (0.1 km)

道路
- 一般道：国道192号 川滝町下山 (0.2 km)
- 自動車道：松山自動車道三島川之江IC (7.3 km)
  - 大型車：JAうま川滝支店の向かいにバスの有料駐車場があり（約50 m）
  - 普通車以下は境内前に無料で駐車場あり

## 奥の院

成滝不動

- 成滝不動

当寺が火災の時、本尊がこの山に避難したと云われている。国道から急峻な参道を上ると中腹に不動明王石像が祀られている。
- 所在地：愛媛県川之江市川滝 （成滝不動）

## 前後の札所
四国別格二十霊場
13 仙龍寺 --(13.8 km)-- 14 椿堂常福寺 --(26.9 Km)-- 15 箸蔵寺
四国三十六不動霊場
26 仙龍寺 --(13.8 km)--   27 椿堂常福寺  --(7.0 Km) -- 28 萩原寺